# أوليفييه هاي
أوليفييه هاي (بالفرنسية: Olivier Hay)‏ هو لاعب رياضة إلكترونية ‏ فرنسي، ولد في 12 ديسمبر 1986 في باريس في فرنسا.